# 建國方略
《建國方略》是中華民國國父孫文於1917年至1920年期間完成的3本著作的合訂本，此3本著作分別是：《民權初步》《孫文學說》《實業計畫》。

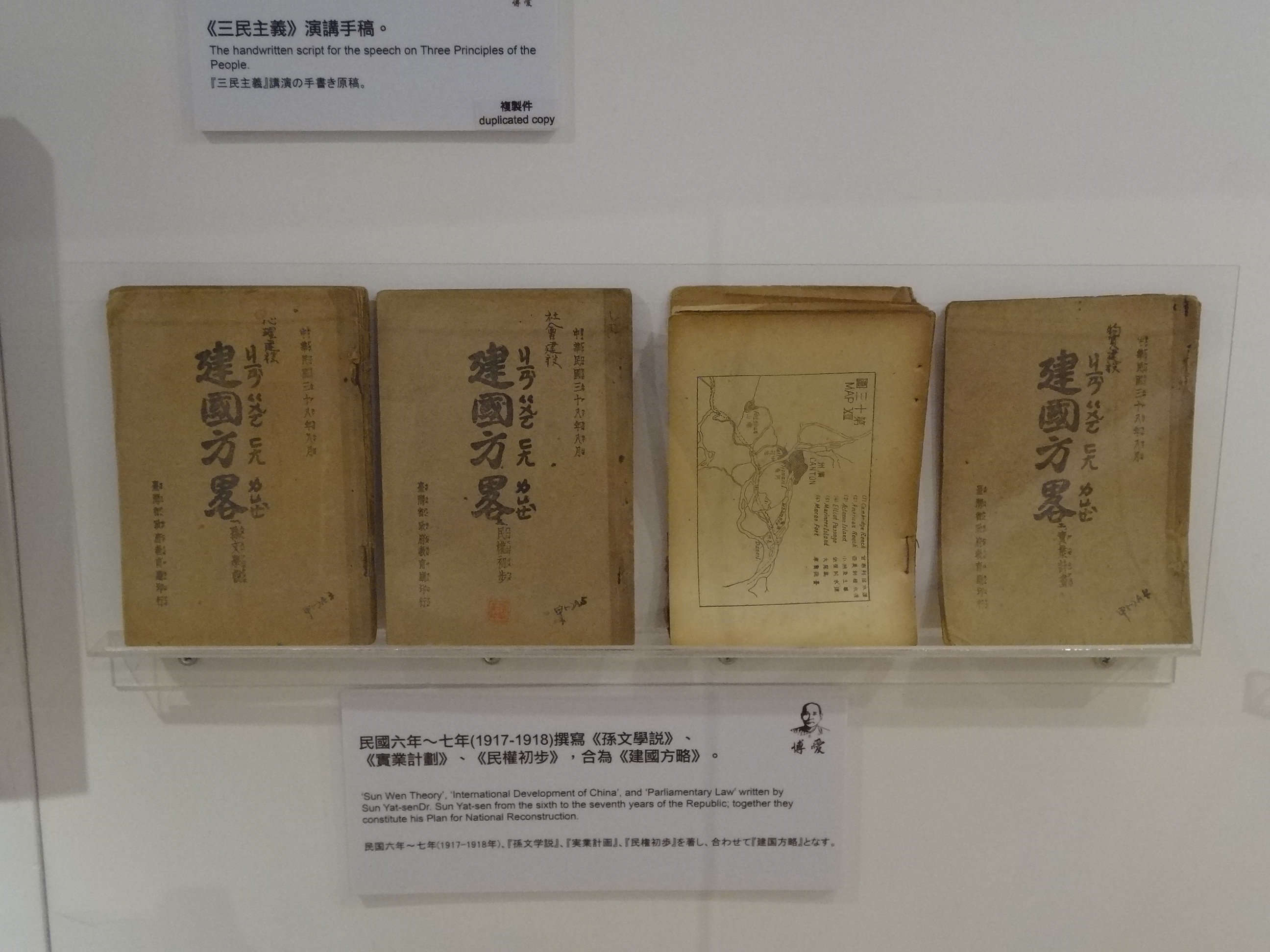
國立國父紀念館展示的臺灣省政府教育廳1949年8月版《建國方略》

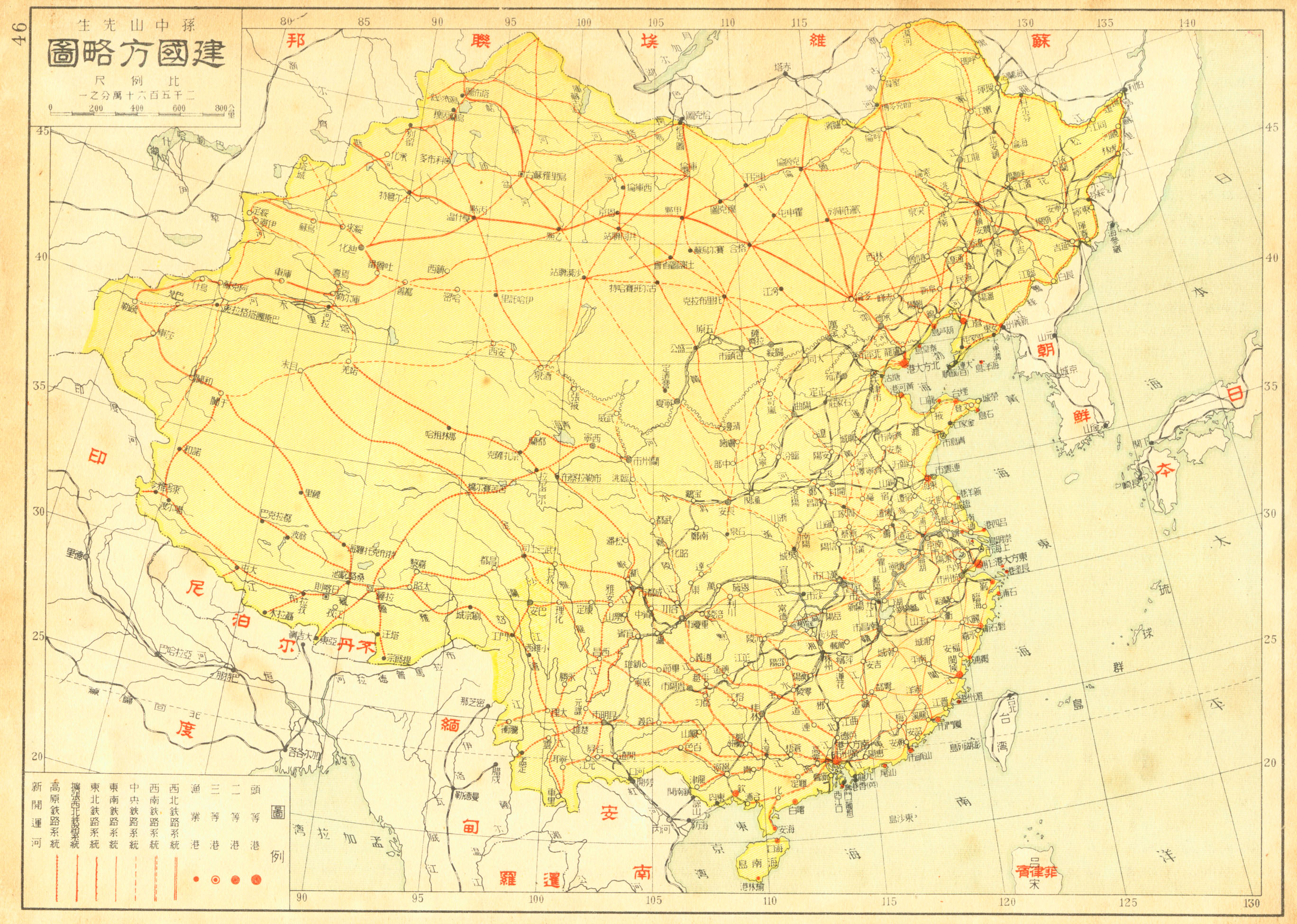
建國方略圖

- 1917年，《民權初步》完稿，原名《會議通則》，參考自美國學者沙德（Harriette Lucy Shattuck）女士之《議事規則》（Women's Manual of Parliamentary Law）一書，是為“社會建設”。
- 1919年，《孫文學說》完成，強調「行之非艱，知之惟艱」，提倡「知難行易」，勉人「決志行之，必能有志竟成」，是為“心理建設”。
- 1920年，《實業計畫》翻譯成中文，原以英文發表，題名為The International Development of China，是為“物質建設”。1921年10月10日由林雲陔、馬君武等人譯出中文本，孫文在廣州發表中文自序。《實業計畫》中提出六項計劃，分港口建設、鐵路、道路建設、採礦業、治河道等八個範疇。

## 另見
- 行憲：同樣要經過三個階段，分別是「軍政」、「訓政」、「憲政」

## 外部連結
- 孫中山學術研究資訊網
- 中山學術資料庫 (提供全文檢索) （页面存档备份，存于）